# Ennio Salvador
Ennio Salvador (Cordignano, 19 de julho de 1960) é um ex-ciclista italiano, que era profissional entre 1982 à 1989. Ele terminou em último lugar no Tour de France 1986.